# Luiz Felipe do Nascimento
Luiz Felipe do Nascimento dos Santos (Tubarão, 9 de setembro de 1993) é um futebolista brasileiro que atua como zagueiro. Atualmente joga no Goiás, emprestado pelo Santos.

## Carreira

### Início
Luiz Felipe iniciou nas categorias de base do Joinville, também passou pelas categorias de base do Caxias.

### Paraná
Em 2015, o Paraná anunciou a contratação de Luiz Felipe. O zagueiro foi titular durante toda a campanha na Série B do Campeonato Brasileiro em 2015 e é um dos destaques do clube paranaense na temporada seguinte.
No dia 31 de janeiro de 2016, fez dois gols na vitória do Paraná sobre o J.Malucelli por 4–1, seus primeiros gols na carreira.

### Santos
Em 2016, o Santos anunciou a contratação de Luiz Felipe por 1 milhão de reais, com um contrato de quatro anos. Pelo clube foi campeão do Campeonato Paulista de 2016.
No início de 2020, renovou seu contrato até dezembro de 2024.
Em 2023, fez apenas três jogos e não vinha tendo oportunidades no Santos.

### Atlético Goianiense
No dia 31 de julho de 2023, o Atlético Goianiense anunciou a contração de Luiz Felipe por empréstimo até o fim da temporada. Luiz Felipe foi um dos nomes importantes do acesso do clube para a Série A, onde se tornou titular da equipe, disputou 16 jogos e marcou um gol no torneio, e após o fim do contrato de empréstimo, retornou ao Santos em 2024.
Após retornar ao Santos, foi novamente emprestado ao Atlético Goianiense até o fim da temporada 2024. O Santos também prorrogou o contrato do zagueiro até dezembro de 2025.

## Títulos
Cascavel
- Campeonato Paranaense - Segunda Divisão: 2014

Santos
- Campeonato Paulista: 2016

Atlético Goianiense
- Campeonato Goiano: 2024